# فرودگاه شهرستان ایمپریال
فرودگاه شهرستان ایمپریال (به انگلیسی: Imperial County Airport) (به زبان بومی: Boley Field) یک فرودگاه همگانی با کد یاتا IPL است که یک باند فرود آسفالت دارد و طول باند آن ۱۶۱۷ متر است. این فرودگاه در کشور ایالات متحده آمریکا قرار دارد و در ارتفاع -۱۷٫۱ متری از سطح دریا واقع شده‌است.